# Allorchestes compressa
Allorchestes compressa är en kräftdjursart som beskrevs av James Dwight Dana 1852. Allorchestes compressa ingår i släktet Allorchestes och familjen Hyalellidae. Inga underarter finns listade i Catalogue of Life.